# Neolophonotus junodi
Neolophonotus junodi là một loài ruồi trong họ Asilidae. Neolophonotus junodi được Londt miêu tả năm 1985. Loài này phân bố ở vùng nhiệt đới châu Phi.